# Aleksander Kotsis
Aleksander Kotsis, född 30 maj 1836 i Ludwinów i nuvarande Kraków, död 7 augusti 1877 i Podgórze, var en polsk målare känd för sina landskaps- och porträttmålningar och skildringar av samtida landsbygd.
År 1850 studerade han på konsthögskolan i Kraków under Wojciech Stattler.